# Montgivray
Montgivray ist eine französische Gemeinde mit 1.557 Einwohnern (Stand: 1. Januar 2022) im Département Indre in der Region Centre-Val de Loire. Sie gehört zum Arrondissement La Châtre, zum Kanton Neuvy-Saint-Sépulchre und zum Gemeindeverband La Châtre et Sainte-Sévère. Die Einwohner werden Montgivrains genannt.

## Lage
Montgivray liegt 32 Kilometer südöstlich von Châteauroux im Südosten des Départements im Boischaut-Sud an der Indre. Umgeben wird Montgivray von den Nachbargemeinden Nohant-Vic im Norden, Lourouer-Saint-Laurent im Nordosten, Lacs im Osten, La Châtre im Süden und Südosten, Le Magny im Süden, Chassignolles im Süden und Südwesten sowie Sarzay im Westen.

## Bevölkerungsentwicklung
| Jahr                       | 1962 | 1968 | 1975 | 1982 | 1990 | 1999 | 2006 | 2012 | 2018 |
| Einwohner                  | 1336 | 1479 | 1465 | 1517 | 1661 | 1681 | 1672 | 1688 | 1586 |
| Quellen: Cassini und INSEE |      |      |      |      |      |      |      |      |      |

## Sehenswürdigkeiten
- Kirche Saint-Saturnin aus dem 10. Jahrhundert mit An- und Umbauten aus dem 11. und 12. Jahrhundert
- Schloss Montgivray, ursprünglich als Burganlage im 12. Jahrhundert errichtet, mehrere Umbauten, seit 1956 Rathaus der Gemeinde

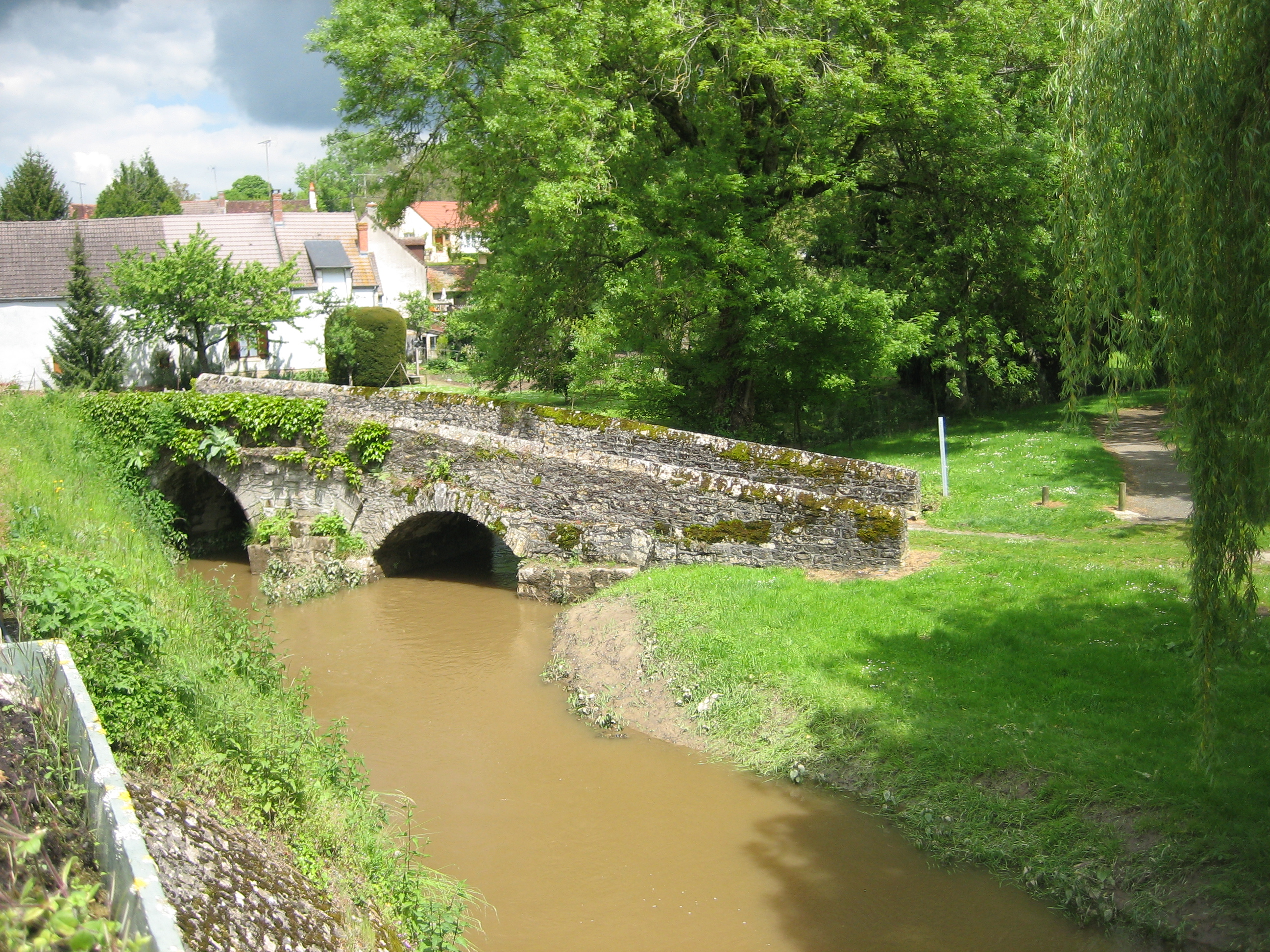
Alte Brücke über die Indre

- Alte Brücke über den Indre

## Gemeindepartnerschaft
Mit der mauretanischen Gemeinde M’Bagne in der Region Brakna besteht seit 1998 eine Partnerschaft.